# Muhammad at-Tāhir ibn ʿĀschūr

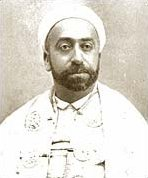
Muhammad at-Tāhir ibn ʿĀschūr

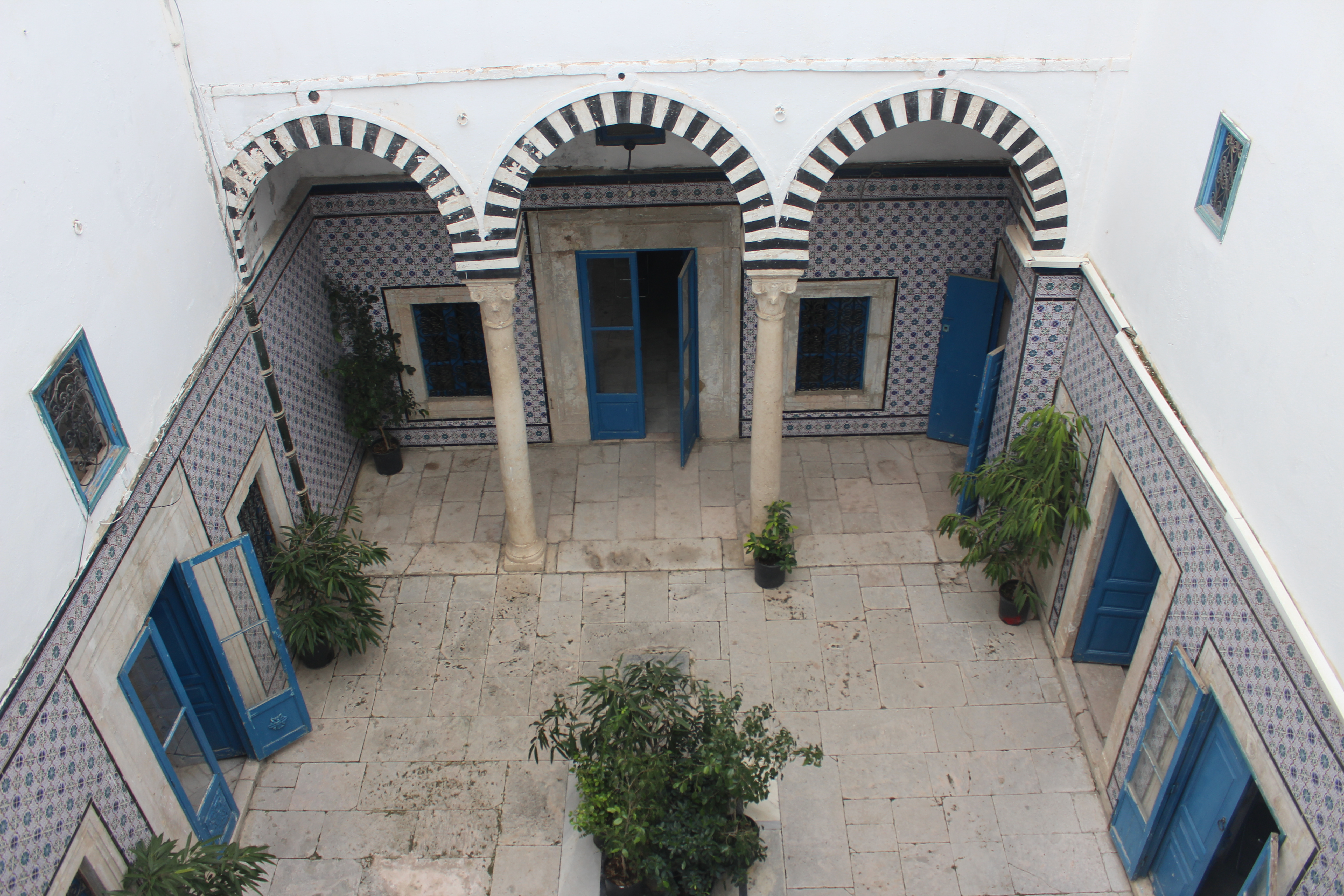
Ibn ʿĀschūrs Haus in der Medina von Tunis

Muhammad at-Tāhir ibn ʿĀschūr (arabisch محمد الطاهر بن عاشور, DMG Muḥammad aṭ-Ṭāhir b. ʿĀšūr; geboren im September 1879 in Tunis; gestorben am 12. August 1973 in La Marsa) war ein tunesischer Religionsgelehrter und Universitätsprofessor. Er war ein wichtiger Vertreter des islamischen Modernismus. Sein bekanntestes Werk ist seine Koranexegese Tafsir at-Tahrir wa-t-Tanwir.

## Leben
Ibn Aschur wurde in eine großbürgerliche Familie andalusischer Abstammung in Tunesien geboren. Seine Großväter waren der Geistliche Mohamed Tahar Ben Achour I (1815–1868) und der Politiker Mohammed Aziz Bouattour (1825–1907). Im Alter von sechs Jahren begann er das Studium das Koran, ab 1892 studierte er islamische Theologie an der Universität Ez-Zitouna und blieb auch nach seinem Studium, das er 1899 mit dem Titel Tatwi abschloss, sein ganzes Leben lang als Gelehrter und Lehrer an der Universität. 1905 wurde er Professor an der Universität. Von 1905 bis 1932 unterrichtete er auch am Collège Sadiki.
1932 wurde er zum Vorsitzenden der Ez-Zitouna-Moschee. Bereits im nächsten Jahr wurde er aufgrund des Widerstands von Traditionalisten, die seine reformistischen Ideen ablehnten, aber wieder abgesetzt. 1945 schaffte er es erneut, Vorsitzender der Moschee zu werden. 1952 wurde er allerdings von der Regierung von dieser Position abgesetzt. Als die Universität Ez-Zitouna 1956 mit der Unabhängigkeit Tunesiens modernisiert wurde, war er ihr Rektor bis zu seiner Pension 1960.

## Auszeichnungen
- Nischan el Iftikhar